# Тунгусское муниципальное образование
Тунгусское муниципальное образование — муниципальное образование со статусом сельского поселения в 
Черемховском районе Иркутской области России. Административный центр — поселок Тунгуска.

## Демография
По результатам Всероссийской переписи населения 2010 года 
численность населения муниципального образования составила 386 человек, в том числе 196 мужчин и 190 женщин.

## Населенные пункты
В состав муниципального образования входят населенные пункты
- Тунгуска
- Белые Ключи
- Мото-Бодары[2]